# Mauricio Pozo
Mauricio Andrés Pozo Quinteros (San Vicente de Tagua Tagua, Chile, 16 de agosto de 1970) es un exfutbolista chileno. Jugaba de defensa, actualmente se desempeña como Director Deportivo de Cobreloa de la Primera B de Chile.
Es hermano del exárbitro de fútbol profesional Pablo Pozo.

## Trayectoria
Ha jugado en equipos como Deportes Concepción, Unión Española, Everton, Cobreloa, Rangers y Santiago Morning en todos ha destacado por su buen quite, buen control con el balón, la buena pausa que coloca en el juego, buenos arranques en las bandas y el medio campo y su excelente tiro libre.
Tras su retiro, ha incursionado como entrenador. En 2009 estuvo a cargo de San Antonio Unido de la Tercera División de Chile, luego aquel mismo de Santiago Morning en la Primera División de Chile de manera interina durante un partido contra Cobreloa en Calama.
El 20 de enero de 2015 es nombrado nuevamente DT interino de Santiago Morning, tras el despido de Patricio Almendra, Pozo fue ratificado como DT del Chaguito para la temporada 2015 - 2016 tras cometer una regular campaña, terminando en octavo lugar.
En el 2017 se desempeñó como comentarista en DirecTV Sports Chile, tras ser Ayudante Técnico en el plantel de Unión La Calera.

## Selección nacional
Como selccionado nacional de Chile disputó partidos eliminatorios para el Mundial de Corea-Japón 2002, además de la Copa América Colombia 2001, jugando un total de 4 partidos internacionales.  

### Participaciones internacionales con la selección

#### Copa América
| Copa              | Sede     | Resultado        | Partidos | Goles |
| ----------------- | -------- | ---------------- | -------- | ----- |
| Copa América 2001 | Colombia | Cuartos de final | 1        | 0     |

#### Participaciones en Clasificatorias a Copas del Mundo
| Eliminatorias                    | Resultado | Posición | Partidos Jugados |
| -------------------------------- | --------- | -------- | ---------------- |
| Eliminatorias Corea y Japón 2002 | Eliminado | 10.º     | 2                |

### Partidos internacionales
| Partidos internacionales | Partidos internacionales | Partidos internacionales                                       | Partidos internacionales | Partidos internacionales | Partidos internacionales | Partidos internacionales | Partidos internacionales | Partidos internacionales | Partidos internacionales         |
| N.º                      | Fecha                    | Estadio                                                        | Local                    | Resultado                | Visitante                | Goles                    | Asistencias              | DT                       | Competición                      |
| ------------------------ | ------------------------ | -------------------------------------------------------------- | ------------------------ | ------------------------ | ------------------------ | ------------------------ | ------------------------ | ------------------------ | -------------------------------- |
| 1                        | 11 de abril de 2001      | Estadio Tecnológico, Monterrey, México                         | México                   | 1-0                      | Chile                    |                          |                          | Pedro García             | Amistoso                         |
| 2                        | 2 de junio de 2001       | Estadio Defensores del Chaco, Asunción, Paraguay               | Paraguay                 | 1-0                      | Chile                    |                          |                          | Pedro García             | Clasificatorias Corea-Japón 2002 |
| 3                        | 17 de julio de 2001      | Estadio Metropolitano Roberto Meléndez, Barranquilla, Colombia | Colombia                 | 2-0                      | Chile                    |                          |                          | Pedro García             | Copa América 2001                |
| 4                        | 14 de agosto de 2001     | Estadio Nacional, Santiago, Chile                              | Chile                    | 2-2                      | Bolivia                  |                          |                          | Pedro García             | Clasificatorias Corea-Japón 2002 |
| Total                    | Total                    | Total                                                          | Presencias               | 4                        | Goles                    | 0                        |                          |                          |                                  |

| Selección chilena | Selección chilena | Selección chilena |
| Año               | Partidos          | Goles             |
| ----------------- | ----------------- | ----------------- |
| 2001              | 4                 | 0                 |
| Total             | 4                 | 0                 |

## Clubes

### Como jugador
| Club                | País  | Año       |
| ------------------- | ----- | --------- |
| Magallanes          | Chile | 1990-1991 |
| Deportes Concepción | Chile | 1992-1994 |
| Rangers             | Chile | 1995      |
| Deportes Concepción | Chile | 1996      |
| Unión Española      | Chile | 1997      |
| Everton             | Chile | 1997      |
| Deportes Concepción | Chile | 1998-2000 |
| Cobreloa            | Chile | 2000-2002 |
| Rangers             | Chile | 2002-2005 |
| Santiago Morning    | Chile | 2006-2007 |

### Como entrenador
| Club              | País  | Año  |
| ----------------- | ----- | ---- |
| San Antonio Unido | Chile | 2009 |
| Santiago Morning  | Chile | 2009 |
| Santiago Morning  | Chile | 2015 |

## Palmarés

### Campeonatos nacionales
| Título    | Club                | País  | Año  |
| --------- | ------------------- | ----- | ---- |
| Primera B | Deportes Concepción | Chile | 1994 |